# Аркуша Олег Миколайович
Олег Миколайович Аркуша (нар. 5 листопада 1968, Київ) — генерал-майор, начальник управління Служби безпеки України у Кіровоградській області (до 2019).

## Життєпис
Народився 5 листопада 1968 року у Києві.
У період з 19.09.2013 — 26.02.2014 року займав посаду заступника начальника Управління СБУ в Львівській області — начальника ГВ «К».
Станом на березень 2017 року обіймав посаду начальника Управління СБУ в Кіровоградській області. 23 березня 2017 року Аркуші було присвоєно звання генерал-майора.
Звільнений указом президента України 11 липня 2019 року.
Одружений, має двох синів.